# 伊東市立宇佐美中学校
伊東市立宇佐美中学校 (いとうしりつ うさみちゅうがっこう)は、静岡県伊東市宇佐美にある公立中学校である。

## 概要
伊東市北端、宇佐美の市街地でも山寄りに学校は置かれている。
近くに河川があり、台風が接近する度に増水するため、敷地外の環境はあまりよくない。一度川の水が溢れ出し、室内プールに大量の水と泥が押し寄せ、甚大な被害を起こしたことがある。
また、校舎は中心部にある宇佐美小学校が平成年代に建て替えられたのに対し、長い間建て替えを行っていない。その分何度かの改修工事を行っている。

## 部活動
基本的に1年生は全員参加。週3回の稽古事は外部活動として認められる。

### 文化部門
- 吹奏楽部（県大会出場あり）
- 美術部

### 運動部門
- ソフトテニス部（女子は存在しないため、近隣にある他中学校に進学する必要がある）
- 女子バスケットボール部
- 男子バスケットボール部
- 男子バレーボール部
- 女子バレーボール部
- 卓球部（男子は存在しないため、近隣にある他中学校に進学する必要がある）
- 野球部（外部活動）
- 水泳部（外部活動・県大会出場あり。周辺では強豪校である。）

## 校訓
明るく　正しく　仲よく(校歌の一節)

## 制服
年間を通して、靴は白を基本とした色、赤色の腕章を着用する。

### 冬服
女子はブレザーにスカート、男子は学ランを基調とした制服である。また、女子の制服にネクタイは着用しない。男子はベルトをつける。

### 夏服
女子男子ともにワイシャツである。男子はワイシャツの第一ボタンまでは開けてもよいという校則になっている。